# 珠免集团
珠海珠免集团股份有限公司（上交所：600185），简称珠免集团，是中华人民共和国一家以零售业为主业的企业，总部位于广东省珠海市。其前身为格力地产股份有限公司，历史可追溯至格力集团旗下的房产事业部，随格力集团成立时组建。2015年，格力地产脱离格力集团，改由珠海投资控股有限公司控股，但仍由珠海市国资委实际控制，曾确立“房地产业、大消费产业、生物医药大健康产业”的业务布局。2025年4月，经业务重组后更名为珠海珠免集团股份有限公司。

## 历史

### 格力地产时期
格力地产最初为格力集团旗下的房产事业部，自1985年集团成立后开始布局，先后开发北岭工业区、珠海特区建设等项目。后由于集团发展战略需求，地产业务近乎停滞。当时格力集团的董事长为朱江洪，朱江洪时期的格力集团对地产业务兴趣寡淡。2004年3月，时任格力集团副总裁的鲁君四接任集团房地产工作小组负责人，被视为体制内的一次“流放”，这也是格力地产创业的开端。2005年，珠海格力房产有限公司重新建立，当时格力集团分配给鲁的创业资源只有300万元、7名员工和一间9平方米的办公室。创办公司的三个月后，其首个项目“御枫美筑”启动。在创业初期，面临着资金和资源的双重短缺困境，鲁君四仍要求团队坚持精工品质的原则。格力地产迅速崛起，成为格力集团旗下的核心子公司。
2007年，格力地产提出“立足珠海，重点布局”的发展战略。同年，格力地产决定通过对陕西荣海旗下的海星科技资产重组的方式借壳上市。2008年6月，鲁君四担任公司董事长。2009年9月，格力地产通过定向增发，获得*ST海星控股权借壳上市，不久后启动港珠澳大桥珠澳口岸人工岛项目的建设和融资工作。但格力地产的上市，未能令格力地产摆脱资金贫乏的困境。在2011-2014年，格力地产的经营性现金流净值为负，包括拿地和开发成本的资金主要来自于大股东格力集团的贷款。外界认为，在格力集团时任董事长董明珠管理下，集团对电器、地产两个平台分配资源不均衡。而董明珠认为，家电企业搞房地产是“不务正业”。2018年5月曾公开对外表示“格力地产使用格力商标对格力形成了伤害”。因此，董明珠并没有将重心放到地产业务，格力集团也更偏重于电器，导致格力地产发展缓慢。
2013年，格力地产启动内部结构调整和产业升级，完成了从房地产建筑商到城市综合运营商的转型。在鲁君四的带领下，格力地产确立了房地产业、口岸经济产业、海洋经济产业以及现代服务业、现代金融业并行发展的“3+2”产业格局，涉足地产、口岸、海洋、金融、旅游、酒店，以及免税业等多业务。但截至2021年，格力地产房地产开发收入仍占到总营收的89.46%，去地产化进程缓慢。
2014年12月，格力地产联合体以超过16亿元的价格，拍下上海浦东新区前滩地块，首次走出珠海市场，进军一线重点城市。而当年其营收不过14.66亿元人民币。有媒体认为，格力地产“蛇吞象”的操作，被质疑为“博取市场的关注及炒作”。
2015年1月12日，格力地产控股股东格力集团与珠海投资控股有限公司签署《国有产权无偿划转协议书》，根据该协议，格力集团将其持有的格力地产51.94%股权无偿划转至珠海投资控股，格力集团不再持有格力地产股权。当年，格力地产的营业收入飙升到25.45亿元。
2016年，格力地产在英国、美国、香港等地成立了分公司，以此拓宽海内外市场版图。但2016年后，格力地产未有竞得新的土地，进入去库存阶段。
2020年2月，配合2019冠状病毒病疫情防控，格力地产成立高格医疗，主要生产口罩等医用物资。格力地产也在此时提出了“全年出口1亿片医用口罩”的豪言。同年5月，格力地产拟向珠海市国资委、城建集团定向发行股份并支付现金，购买其持有的珠海免税集团100%股权。另外公司旗下全资子公司保联资产战略投资科华生物，以扩展医疗健康事业布局，而后格力地产又通过珠海保联成立了一家名为“爱为医疗”的投资公司。同年7月，格力地产以总价16.51亿元拿下三亚“免税概念”地块。9月22日，格力地产与茅台集团置业公司签署合作协议，其中涉及茅台在格力地产免税平台的产品合作及地产文旅产业两大板块。
2021年2月10日，由于鲁君四被证监会调查的影响，格力地产收购珠海免税的重组计划暂停。在董事会换届后，相关重组计划重启。2022年12月3日，格力地产披露，正式启动相关重组计划。12月8日，格力地产召开第八届董事会第二次会议，审议通过并正式披露了重大资产重组预案。2023年7月12日，因格力地产收到中国证监会下发的《立案告知书》，格力地产再次暂停重组计划；2024年7月7日，格力地产披露新的重组方案，将出售三地房地产开发资产并购入珠海免税不低于51%股权。

### 珠免集团时期
2024年12月31日，格力地产成功置入珠海免税51%股权，并置出非珠海区域共5家房地产子公司100%股权，珠海市免税企业集团有限公司成为公司的控股子公司，逐步退出房地产业务。2025年3月18日，格力地产拟变更公司名称为“珠海珠免集团股份有限公司”。同年4月，格力地产控股股东珠海投资控股整体无偿划转至华发集团。5月8日，根据珠海市国有企业专业化整合工作部署，格力地产更名为珠免集团。

## 业务
重组前，格力地产确立了“房地产业、大消费产业、生物医药大健康产业”的业务布局，其中房地产业是公司的主要业务。

### 房地产业

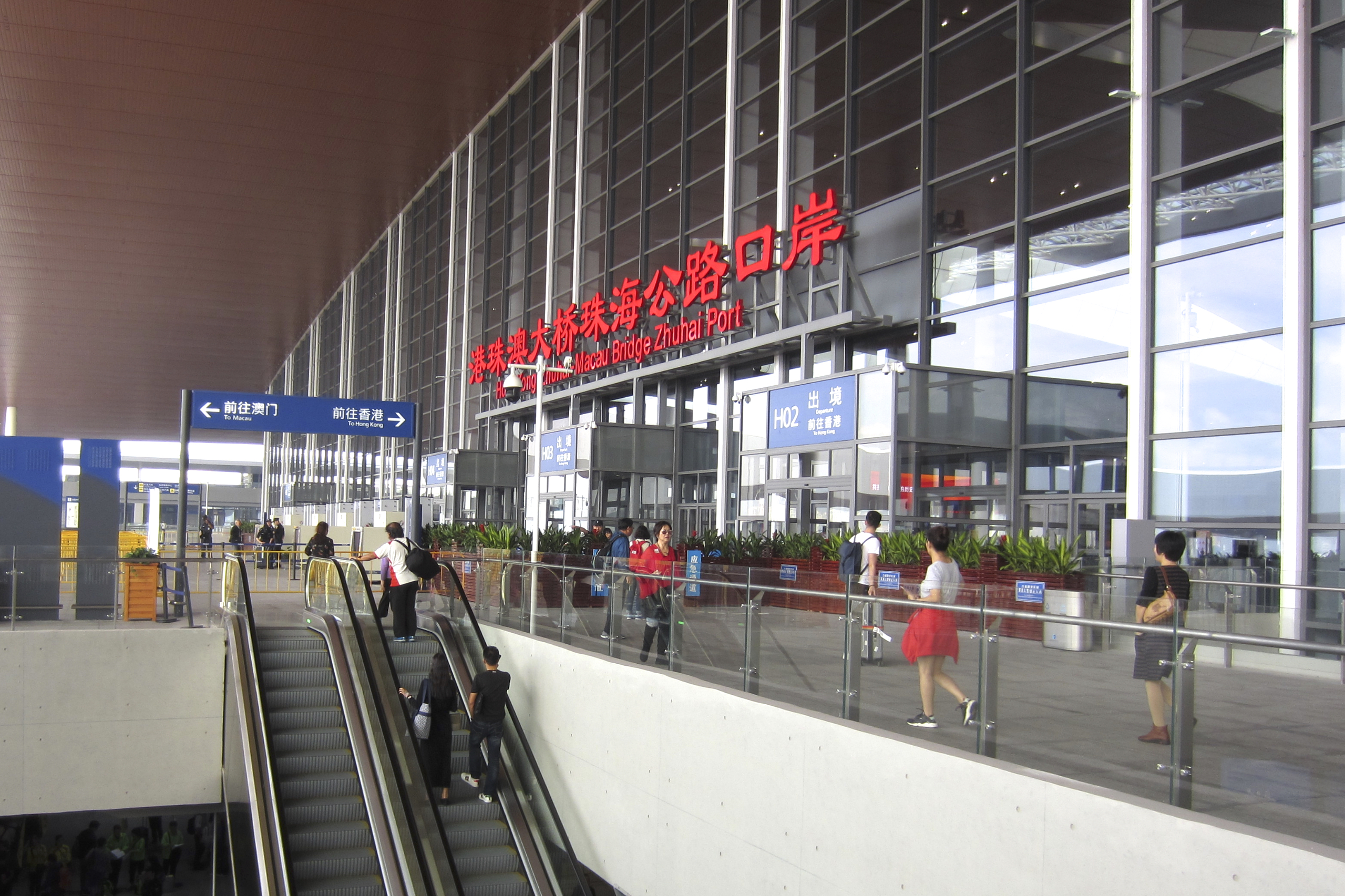
港珠澳大桥珠海口岸由格力地产旗下企业格力港珠澳大桥人工岛发展有限公司经营，同时承担了珠澳口岸人工岛填海工程的任务

原格力地产的房地产业务经营模式以自主开发销售为主，主要产品为中高端住宅，项目主要集中在珠海、上海、重庆、三亚，主要项目包括格力广场、格力海岸、浦江海德、平沙九号等。2009年12月15日，格力地产承担港珠澳大桥首个开工项目——珠澳口岸人工岛填海工程的任务，并承担珠海口岸的建设工作。2017年6月，鲁君四开始驻岛办公，并集结19支先锋队、5个工作组，全面推动口岸建设的各项工作。口岸开通后，珠海口岸运营公司启动了“智慧口岸项目”，将5G、物联网、云平台、大数据、人工智能等先进技术综合运用于口岸运营管理工作中，从而提高口岸的管理水平。2019年，港珠澳大桥珠海口岸工程获得中国建筑行业工程质量最高荣誉鲁班奖。2020年11月12日，港珠澳大桥珠海口岸入选由国务院国资委发布的“2020年国有企业数字化转型典型案例”。
除港珠澳大桥珠海口岸工程外，格力地产旗下其他项目也获得了多个奖项，例如格力广场项目获詹天佑奖，香炉湾沙滩荣获英国皇家风景园林学会“皇家西尔维娅·克罗夫人杰出国际贡献奖”。

### 大消费产业
珠海免税集团是珠免集团旗下子公司，创立于1980年，是中国大陆最早开展免税品经营业务的企业之一，拥有二十多个设在陆路口岸和机场口岸的出入境免税店，每年为近2亿人次的国内外游客提供免税商品销售服务。珠海免税近年来重点布局横琴及海南，积极探索珠海市内免税，拓展布局国内主要机场、口岸免税店。2022年6月，珠海免税中标横琴口岸出境大厅出境免税店项目。后于同年12月2日和6日先后中标中山港口岸出境免税店和珠海湾仔口岸出境免税店经营权。
2020年3月，格力地产推出“珠海免税MALL”小程序，最初主要为疫情防控服务，为珠海防疫一线工作人员、复工复产企业及市民的应急物资保障提供支持。疫情受控后，珠海免税MALL推出“菜篮子”销售平台，此后新上线了多个商品种类。同年10月15日，珠海免税MALL推出跨境电商板块“珠免国际”。2021年8月上线“海南馆”，作为珠海免税·三亚旅投商场的线上商城。

### 大健康产业
原格力地产于2020年2月成立高格医疗，主要生产口罩等医用物资，正式进入大健康领域，同年5月11日战略投资科华生物，后又通过珠海保联成立了一家名为“爱为医疗”的投资公司。2021年3月，格力地产设立珠海高格大药房有限公司，引入医院药房管理体系，集药品和医疗器械产品零售为一体。而旗下的珠海爱为康检测技术有限公司也于2021年3月通过评审，成为独立的第三方检测机构，承担核酸检测服务。

## 争议
格力地产先后三次因疑似蹭资本概念而被上交所问询。2017年4月，粤港澳大湾区规划方案公布后，格力地产成为概念股被爆炒，随即被监管问询“是否存在未披露的重大事项”；2020年2月，2019冠状病毒病疫情爆发之初，格力地产高调宣布生产口罩，相关负责人对外夸大产能，被质疑“利用市场热点信息影响股价情况”；2020年6月，海南自由贸易港规划出炉，格力地产抛出对珠海免税重大重组的收购计划，连获8个涨停板，同样引发监管关注。
2019年11月，格力地产因部分股份被冻结，导致3年前的一份“兜底协议”曝光，并遭到监管问讯。据报道，2016年签订定增方案时，为了绑定金主，格力地产的控股股东珠海投资与广州金控等机构签订了一份“定增兜底”协议进行对赌，约定若格力地产股价未达一定条件，珠海投资须向投资人回购其所持定增股份。但无论是珠海投资还是格力地产，当时都没有对这份对赌抽屉协议进行披露，鲁君四对监管的回应是“对协议不知情”。2020年11月17日，上交所作出纪律处分决定，对鲁君四予以通报批评，并记入上市公司诚信档案；同日，上交所针对格力地产旗下公司通过非法定渠道发布口罩产能消息的行为做出监管措施决定，对格力地产及时任副总裁兼董事会秘书邹超、时任董事兼常务副总裁周琴琴予以监管关注。
2020年12月30日，格力地产董事长鲁君四因其涉嫌证券市场内幕交易违法行为被中国证监会立案调查。2022年6月16日，鲁君四被免去格力地产董事长一职，其原因是“因工作调整”；同时以全票通过的形式推举总裁林强代为履行董事长职责，直至新任董事长产生时止。6月17日，鲁君四因涉嫌泄露内幕信息，被上饶市公安局采取刑事强制措施。
2023年7月12日，格力地产公告称，因公司涉嫌信息披露违法违规行为，中国证监会决定对公司立案。9月26日，证监会广东监管局向格力地产下发《行政处罚事先告知书》，指出格力地产在2018年至2021年存货减值测试中，存在对子公司地产项目可售面积、可比售价选取错误、未对可比售价进行修正等问题，高估存货可变现净值、少计提存货跌价准备，导致2018年至2022年年度报告等多则公告存在错报。2023年7月18日，格力地产发布《关于前期会计差错更正的公告》，主动纠正违法行为。证监会广东监管局决定对格力地产给予警告，并处以300万元罚款。对林强给予警告，并处以70万元罚款。对苏锡雄给予警告，并处以50万元罚款。另公告称，林强辞去格力地产董事、总裁以及董事会战略委员会委员职务，苏锡雄辞去格力地产财务负责人职务，且仍在公司就职。
2025年4月14日，曾任格力地产董事长的鲁君四涉嫌严重违纪违法，被珠海市纪委监委立案调查。